# Inner Circle
Inner Circle är ett jamaicanskt reggaeband, bildat 1968 av bröderna Ian och Roger Lewis. Sångaren Jacob Miller var en tid medlem i bandet, men dog 27 år gammal i en bilolycka 1980. 
Under hela 1970-talet spelade Inner Circle nästan enbart roots reggae, och var ett av få reggaeband där sångarna och musikerna permanent ingick i bandet, på det sätt som västerländska rockband är uppbyggda. Inner Circle kunde därför i likhet med Bob Marley & The Wailers turnera och spela live i mycket större utsträckning än de reggaevokalister som engagerade nya musiker för varje ny spelning. Omkring 1979 började bandet experimentera med andra musikstilar, men detta fick ett avbrott 1980 när Jacob Miller dog strax före en planerad turné i Sydamerika tillsammans med Bob Marley & The Wailers. En hit från den tiden är låten Rockers, som även spelades i den jamaicanska långfilmen med samma namn. Bandmedlemmarna kommer inte som så många andra jamaicanska artister från Trenchtown eller någon annan av Kingstons förslummade stadsdelar. Bröderna Lewis växte upp i överklassområdet Beverly Hills i Kingston och Jacob Miller i ett medelklassområde, och därför blev konflikterna med de anhöriga stora när de började omvända sig till rastafarirörelsen. 
Under 1980-talet började Inner Circle alltmer spela den mer tillgängliga reggaen som är typisk för Lovers rock, men de fortsatte även att kommentera samhällsproblem med låtar som "Bad Boys" (1987). Bad Boys blev några år senare en världshit när TV-serien Cops använde den som ledmotiv under de första säsongerna. 1995 blev låten åter en hit genom actionfilmen Bad boys Återupptäckta har Inner Circle haft världshitar med låtar som "Sweat (A La La La La Long)" (1992). Inner Circle har även samarbetat med Lady Saw och många andra av de nya dancehallartister som dök upp på reggaescenen på 1990-talet.
Inner Circle har haft många olika musiker och sångare som kommit och gått, men bröderna Lewis har alltid funnits i bandet.

## Diskografi
- 1974 – Rock the Boat
- 1975 – Blame It to the Sun
- 1976 – Reggae Thing
- 1977 – Ready for the World
- 1978 – Heavyweight Dub
- 1978 – Killer Dub
- 1979 – Everything Is Great
- 1980 – New Age Music
- 1982 – Something So Good
- 1986 – Black Roses
- 1987 – One Way
- 1990 – Rewind!, Pt.2: The Singers
- 1991 – Identified
- 1992 – Bad to the Bone
- 1994 – Bad Boys
- 1994 – Reggae Dancer
- 1996 – Da Bomb
- 1998 – Speak My Language
- 1999 – Forward Jah-Jah People (live)
- 1999 – Jamaika Me Crazy
- 2000 – Big Tings
- 2001 – Jah Jah People
- 2001 – Barefoot In Negril
- 2004 – This Is Crucial Reggae
- 2004 – Forward Jah Jah Children
- 2005 – Mixed Up Moods
- 2007 – It's Da Best of Inner Circle
- 2008 – Da Covers!! It's Da New Best of Inner Circle
- 2009 – State of Da World
- 2012 – Dubets
- 2013 – Hawaii Sings Jacob Miller